# Rimburger Mühlen
Die Rimburger Mühlen sind ehemalige Wassermühlen auf der deutschen und niederländischen Seite der Wurm mit unterschlächtigen Wasserrädern in der Stadt Übach-Palenberg im nordrhein-westfälischen Kreis Heinsberg im Regierungsbezirk Köln.

## Geographie
Die Rimburger Mühlen haben ihre Standorte auf der rechten und linken Seite der Wurm an der Rimburger Straße, unweit von Schloss Rimburg in der Stadt Übach-Palenberg. Die Standorthöhen der Mühlengebäude liegen bei 87 m über NHN. Die Wurm ist hier Grenzfluss zwischen Deutschland und Niederlande. Oberhalb hatte die Nivelsteiner Mühle ihren Standort, unterhalb stand einst die Marienthaler Mühle.

## Gewässer
Die Wurm versorgte auf einer Flusslänge von 53 km zahlreiche Mühlen mit Wasser. Die Quelle der Wurm liegt südlich von Aachen bei 265 m über NN, die Mündung in die Rur ist bei der Ortschaft Kempen in der Stadt Heinsberg bei 32 m über NN. 

## Geschichte der Mahlmühle
Die erste bekannte urkundliche Erwähnung der Rimburger Mühle geht auf das Jahr 1543 zurück. Die Mühle steht unmittelbar vor dem Wirtschaftshof des eindrucksvollen Schlosses Rimburg. Die Liste der Pächter ist ab 1642 exakt überliefert. Der erste Pächter Leonhard Nötlings hatte z. B. 50 Malter gutten Roggen als Pacht abzuliefern, dazu 24 Taler, 6 Pfund Zucker, ein fettes Schwein und 300 Eier. Ebenso wurde der Pächter zu Hand- und Spanndiensten herangezogen und musste für die Schlosswirtschaft unentgeltlich mahlen. Als Gegenleistung war die Mühle als Zwangsmühle ausgewiesen und hatte somit einen festen Kundenstamm. Die Rimburger Mühle hatte zwei Wasserräder. Das Mühlengebäude aus dem frühen 19. Jahrhundert dient heute Wohnzwecken.
1947 wurden in Folge des Zweiten Weltkrieges niederländische Annexionspläne umgesetzt. Die Niederlande forderten nach dem Zweiten Weltkrieg eine Entschädigung für die Kriegsschäden. Hierzu wurde am 23. April 1949 entsprechend der Schlusserklärung der Londoner Deutschland-Konferenz vom 23. Dezember 1948 diverse grenznahe Gebiete unter niederländische Auftragsverwaltung gestellt. Bei Rimburg sollte die Grenze nicht mehr die Wurm darstellen, sondern die Eisenbahnlinie. Mühle und Schloss Rimburg und umgebende Wiesen wurden niederländisch. 1963 erfolgte im sogenannten Hollandvertrag die Rückgabe dieser Gebiete. Die Wurm wurde wieder Grenzbach, allerdings nicht mehr im alten, mäandrienden Verlauf, da die Wurm begradigt und ausgebaut wurde.

## Geschichte der Ölmühle
Auf der gegenüberliegenden, heute niederländischen Seite der Wurm war eine Ölmühle, die ebenfalls zum Schloss Rimburg gehörte. Sie wurde in der zweiten Hälfte des 16. Jahrhunderts erbaut. 1880 erfuhr sie eine gründliche Erneuerung und eine Umstellung auf Turbinenantrieb. Auch sie liegt längst still und ist heute ein Wohngebäude. 

## Denkmaleintrag
Rimburger Mühle: Datierung im Kern wohl 18. Jahrhundert; ehemals zur Rimburg gehörig; zweigeschossig in Backstein, weiß geschlämmt. Die heutigen Bauteile sind im Wesentlichen aus dem 19. Jahrhundert.
Denkmalliste Übach-Palenberg Nr. 10

## Galerie

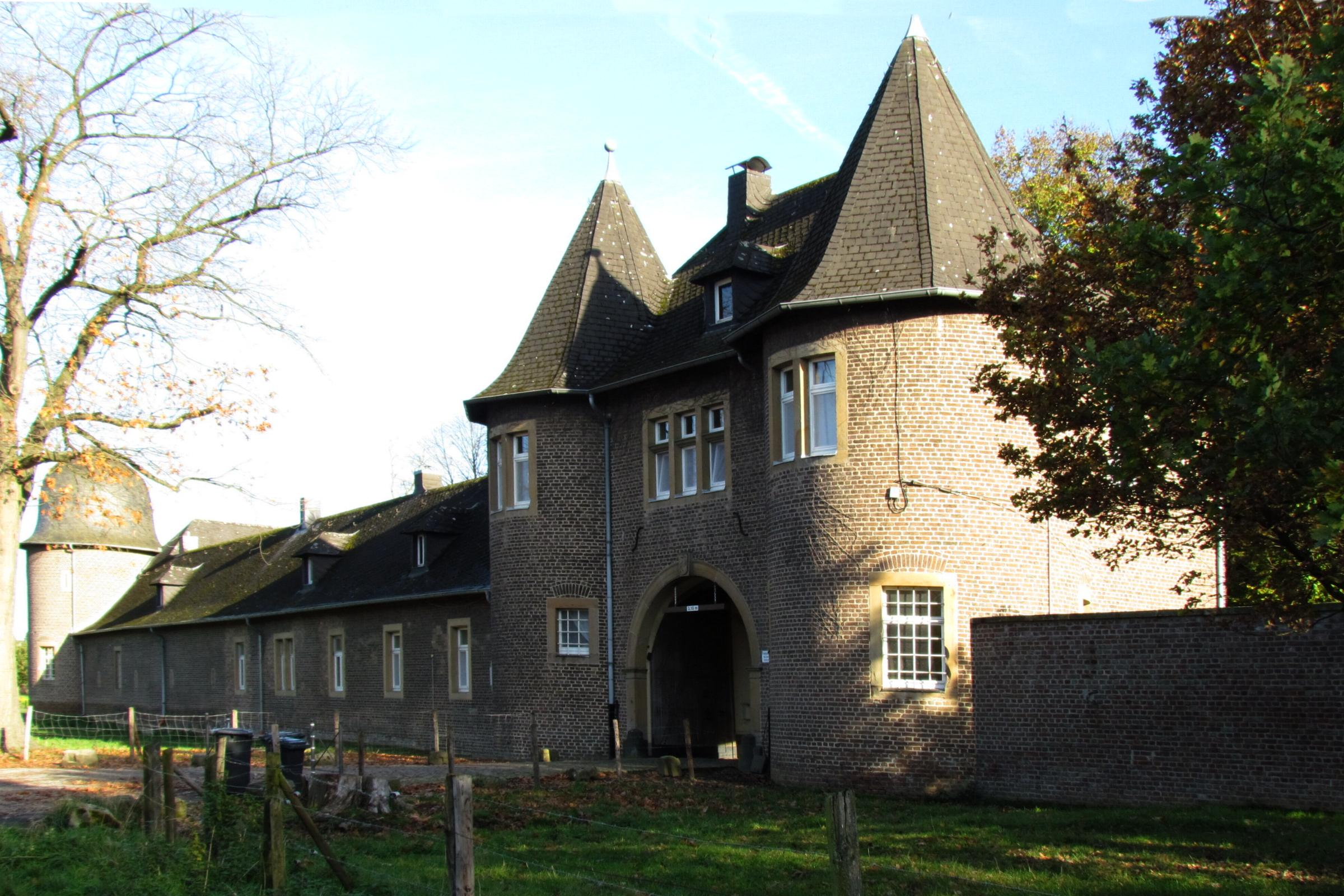
Schloss Rimburg gegenüber der Mühlen
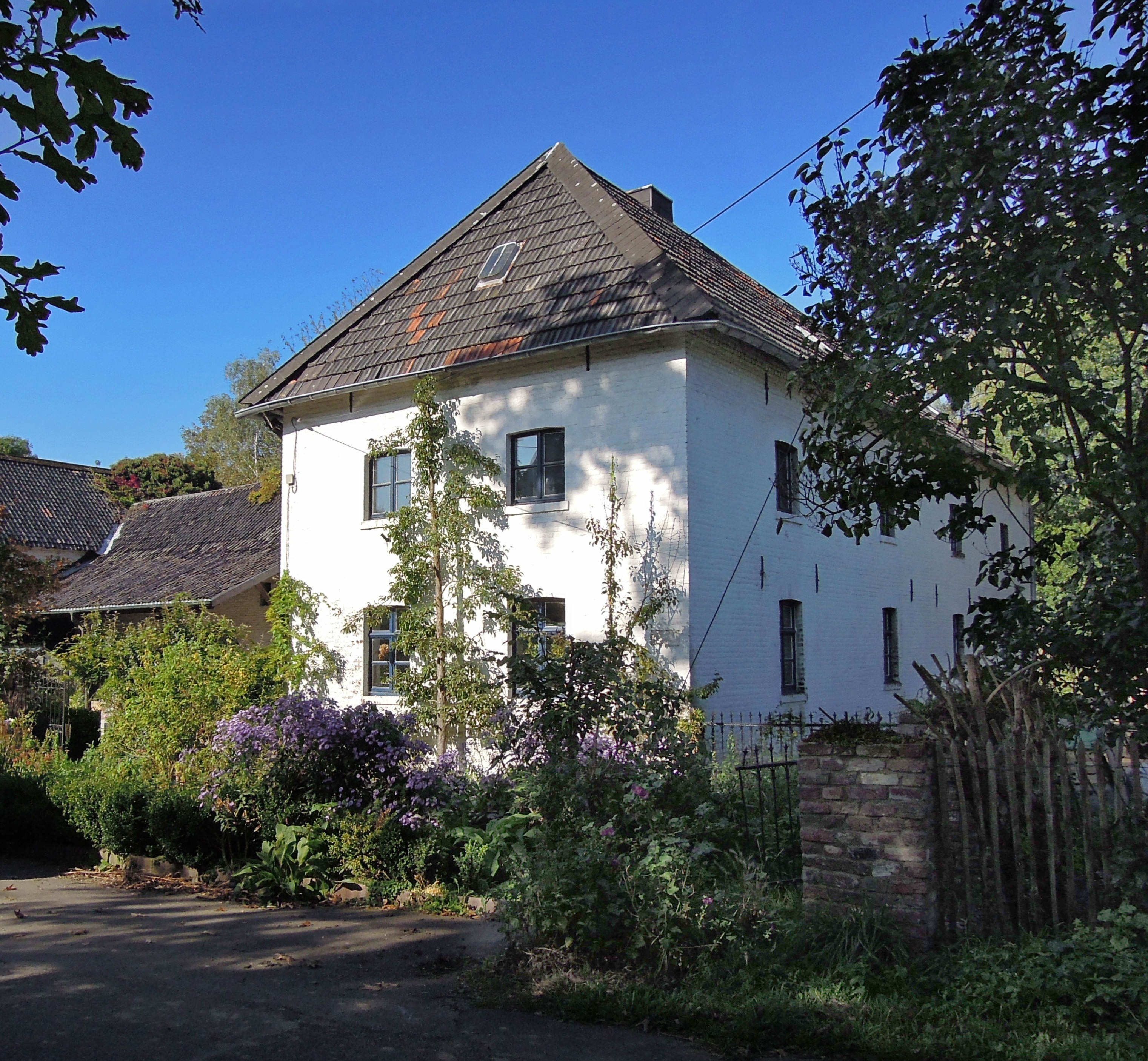
Teilgebäude der Rimburger Mahlmühle
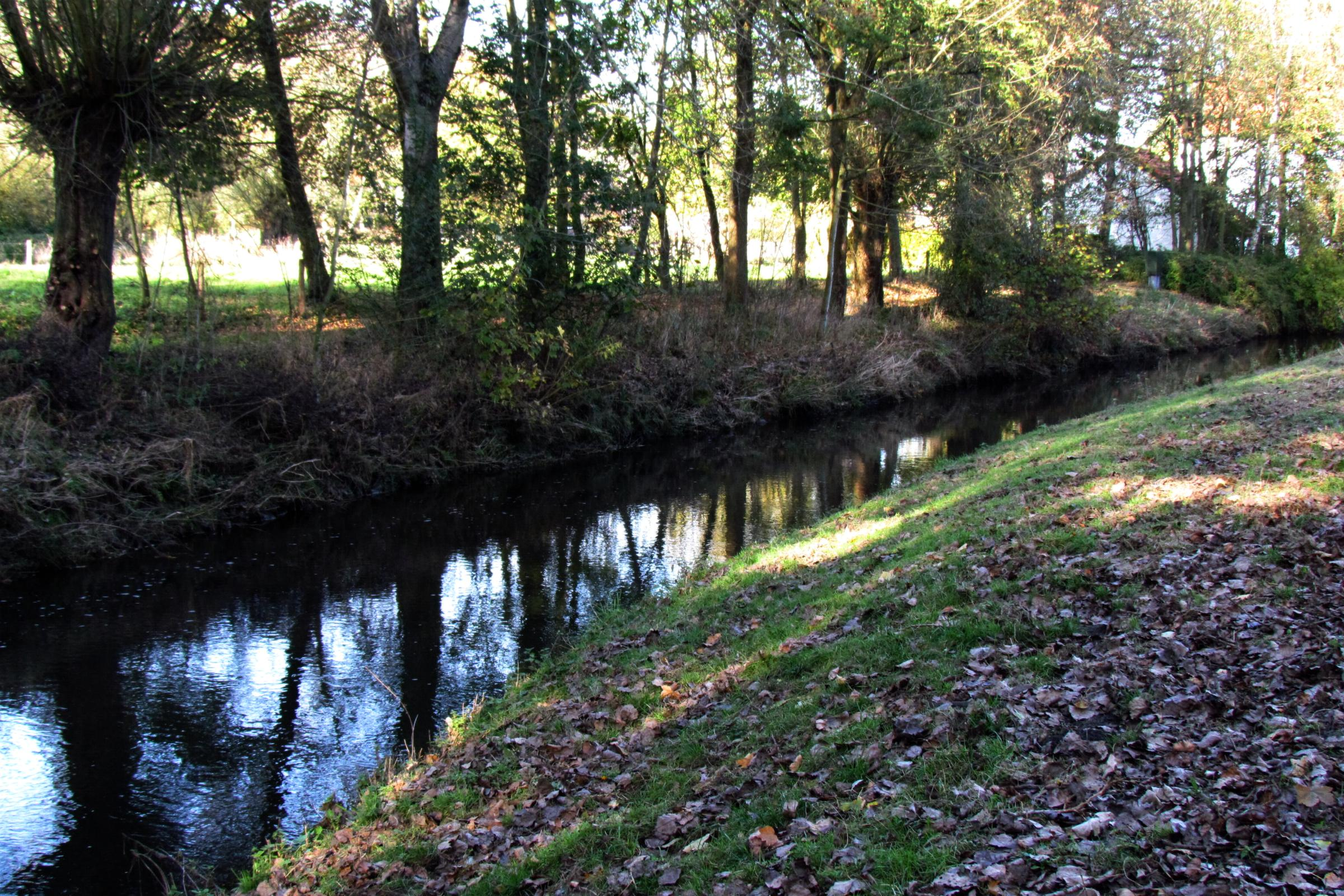
Die Wurm bei den Rimburger Mühlen
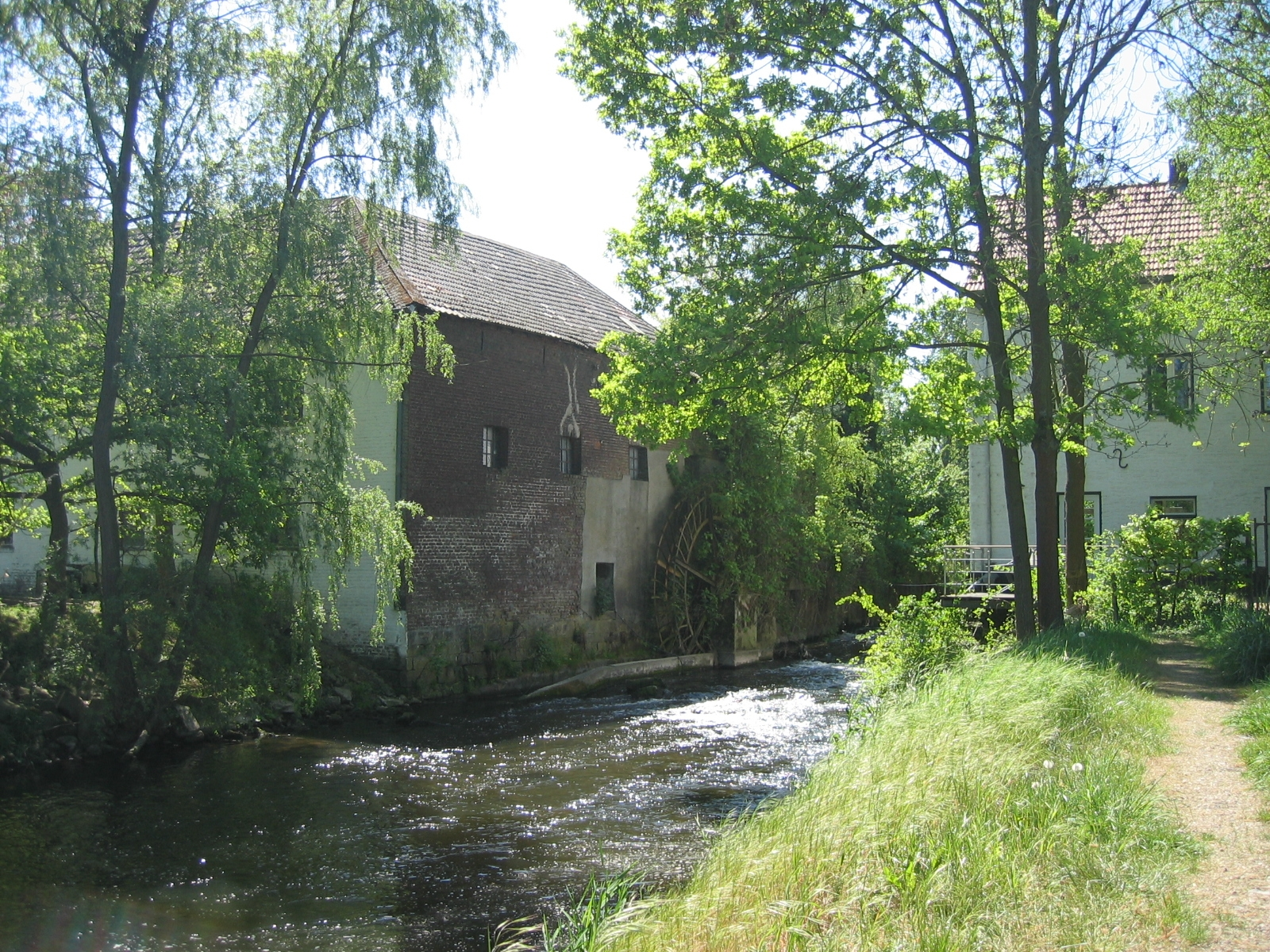
Links die Deutsche Mühle, rechts die Niederländische Mühle
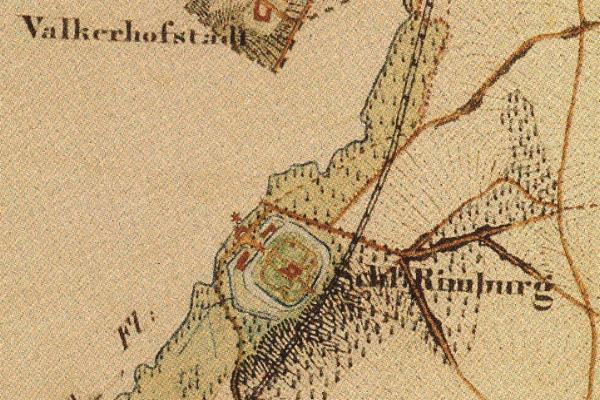
Schloss Rimburg mit Mühlen auf der Uraufnahme von 1846
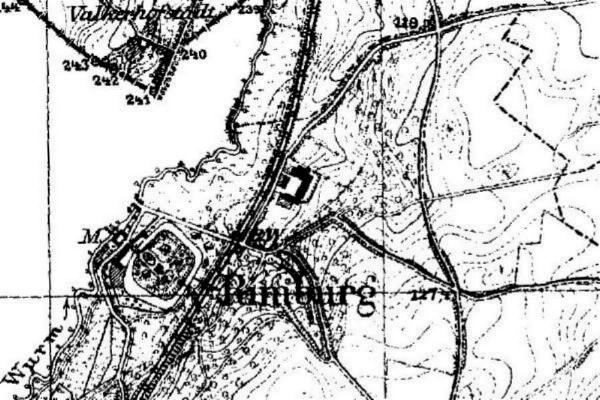
Schloss Rimburg mit Mühlen auf der Neuaufnahme von 1892
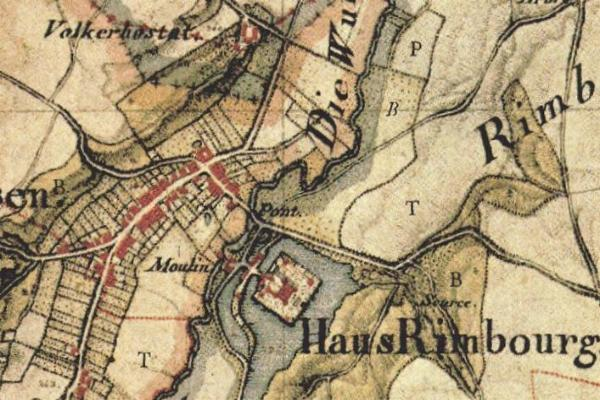
Schloss Rimburg mit Mühlen auf der Tranchotkarte1805/1807
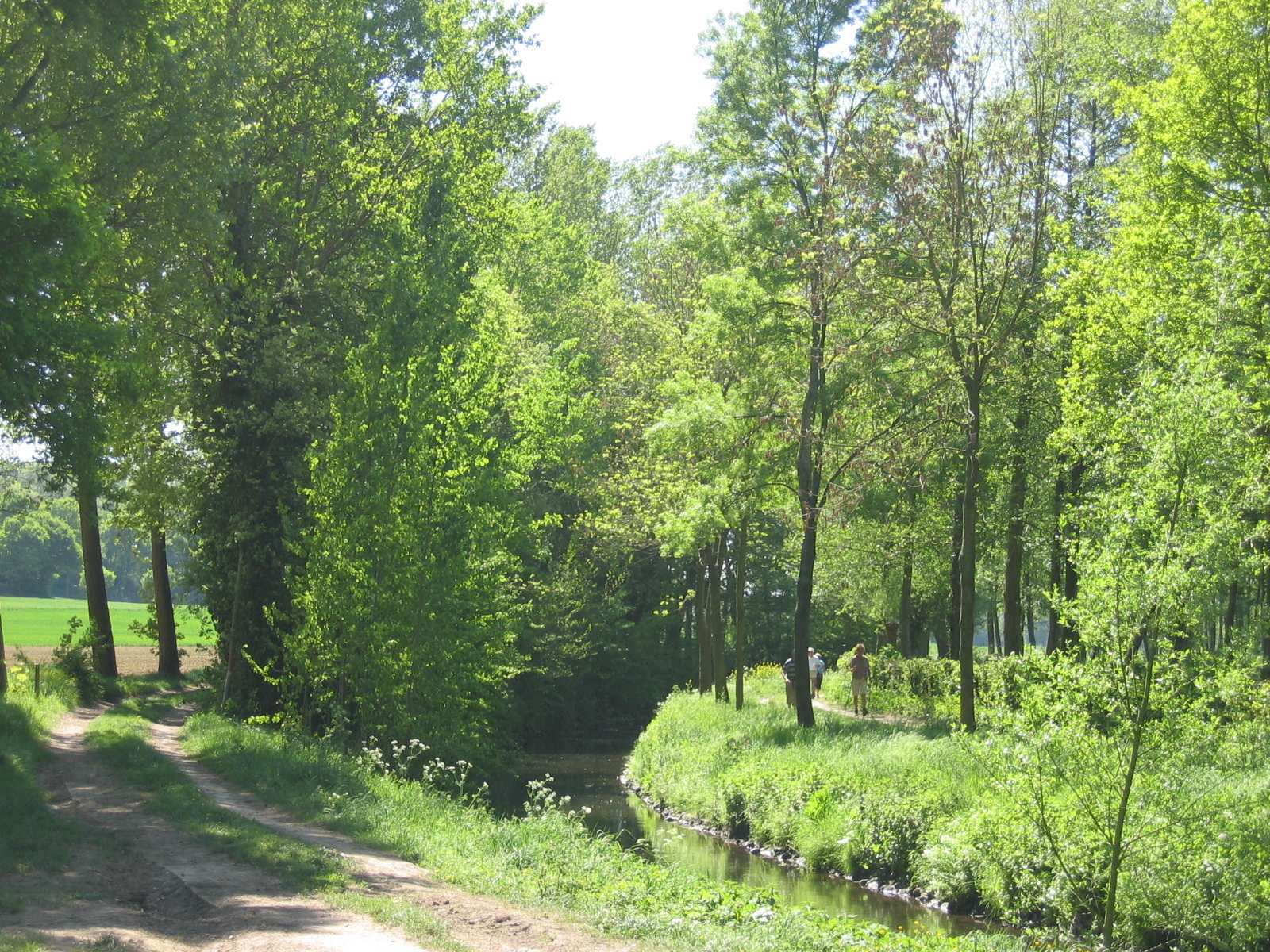
Die Wurm als Grenzfluss bei Rimburg

→ Siehe auch Liste der Mühlen an der Wurm